# Bonaventura Bassegoda i Amigó
Pour les articles homonymes, voir Bassegoda et Amigo.
Bonaventura Bassegoda i Amigó (Barcelone, 16 mai 1862 - 29 novembre 1940) est un écrivain et architecte catalan.

## Biographie
Il fut membre de la seconde génération de la famille Bassegoda, famille d'architectes venant de Bassegoda (Alt Empordà) qui déménagèrent à Barcelone au milieu du XIXe siècle.
Il fut secrétaire de la junte permanente de l'Union catalane à l'assemblée d'Olot en 1897, militant de la Lliga Regionalista de Catalunya membre de l'académie des belles lettres en 1922 et de l'Académie royale des beaux-arts de Saint Jordi.
Comme écrivain il fut primé aux jeux floraux de 1880, 1881, 1884 et 1885 ; rédacteur pour les journaux La Renaixença, La Ilustració Catalana et L'Avenç, il collabora, dès 1905, au Diario de Barcelona puis à La Vanguardia.
Il est surtout connu comme architecte qui participa au plan de réforme de Barcelone. Ses œuvres les plus représentatives sont la casa Rocamora (entre le Passeig de Gràcia et la rue de Casp), la maison Berenguer (rue de la Diputation) et le collège comtal (1906) avec lequel il gagna le concours annuel des bâtiments artistiques de Barcelone ; le casino du Masnou, la casa Malagrida d'Olot et l'école Garcia Fossas d'Igualada (1937).
Il fut architecte municipal à Igualada, ville où en 1940 il construisit la chapelle du vieux cimetière qui remplaçait une chapelle détruite pendant la guerre civile
Il fut également le père de l'architecte Bonaventura Bassegoda i Musté (1896—1987) et grand-père de Joan Bassegoda i Nonell.

## Œuvre  littéraire
- Viva l'avi! (1885)
- Pluja d'estiu (1886)
- Mero (1887)
- Joc de cartes (1887),
- Quaranta graus al sol (1886)

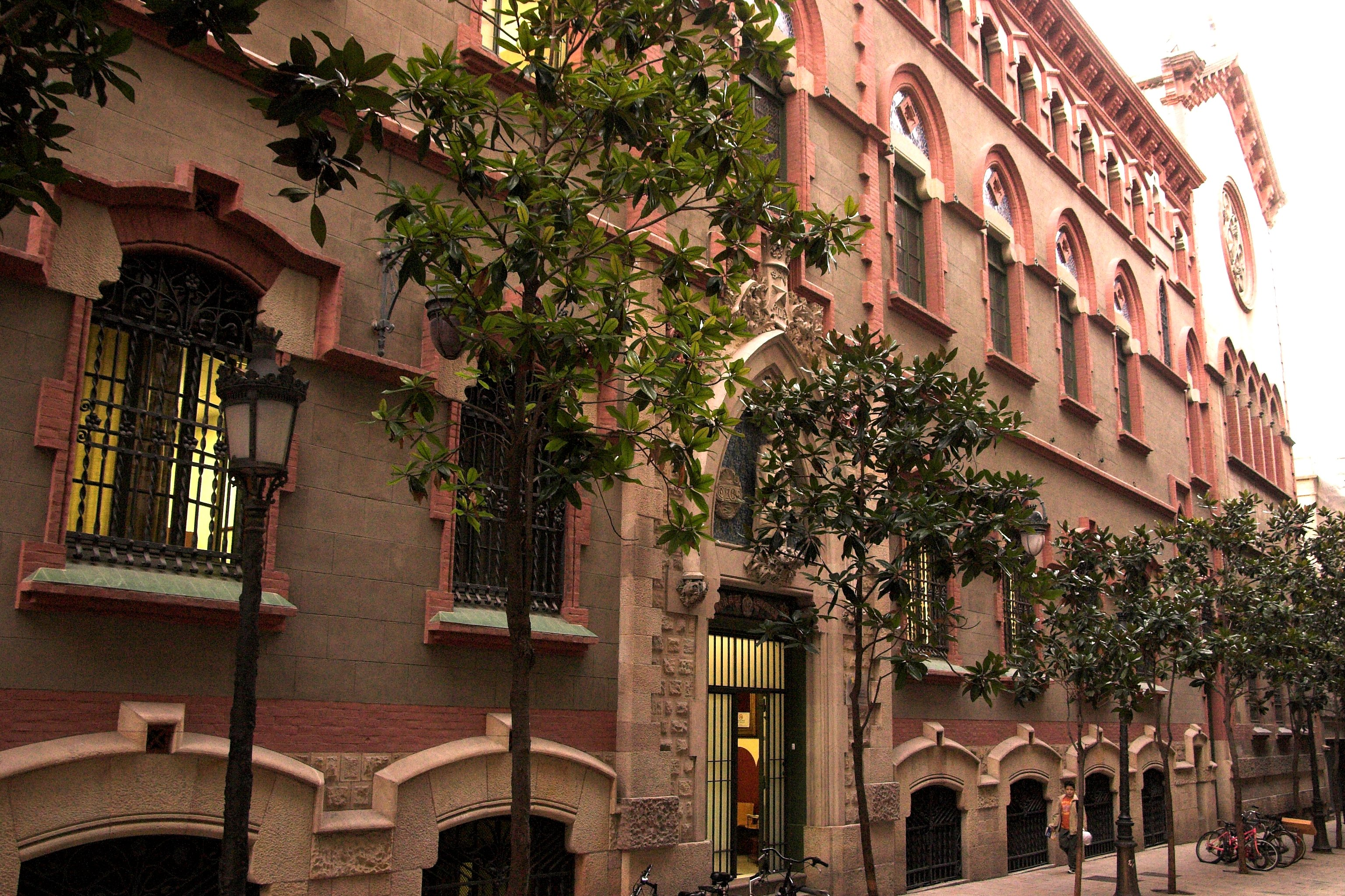
Collège comtal (1907)
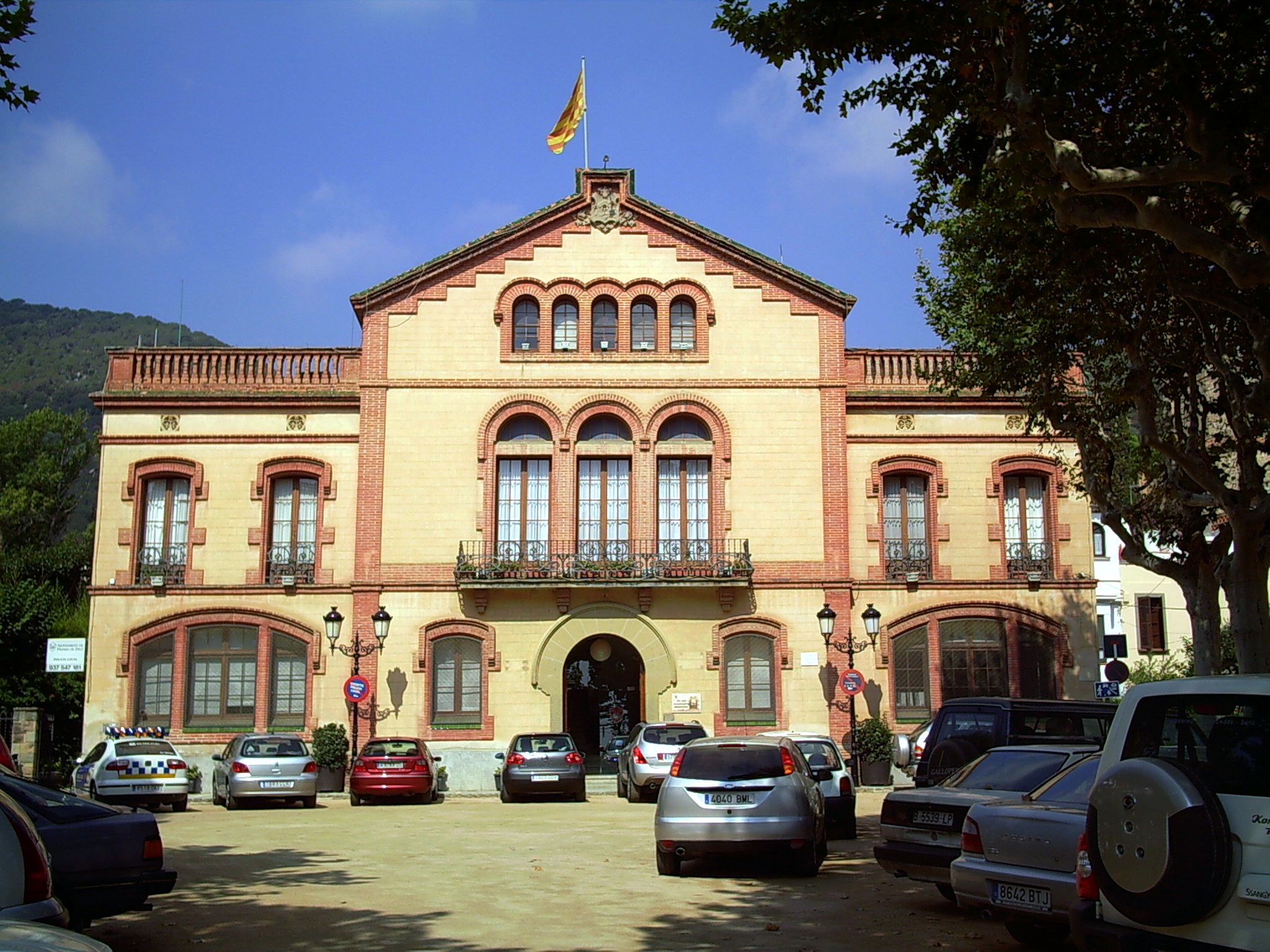
Mairie de Premià de Dalt(1914).
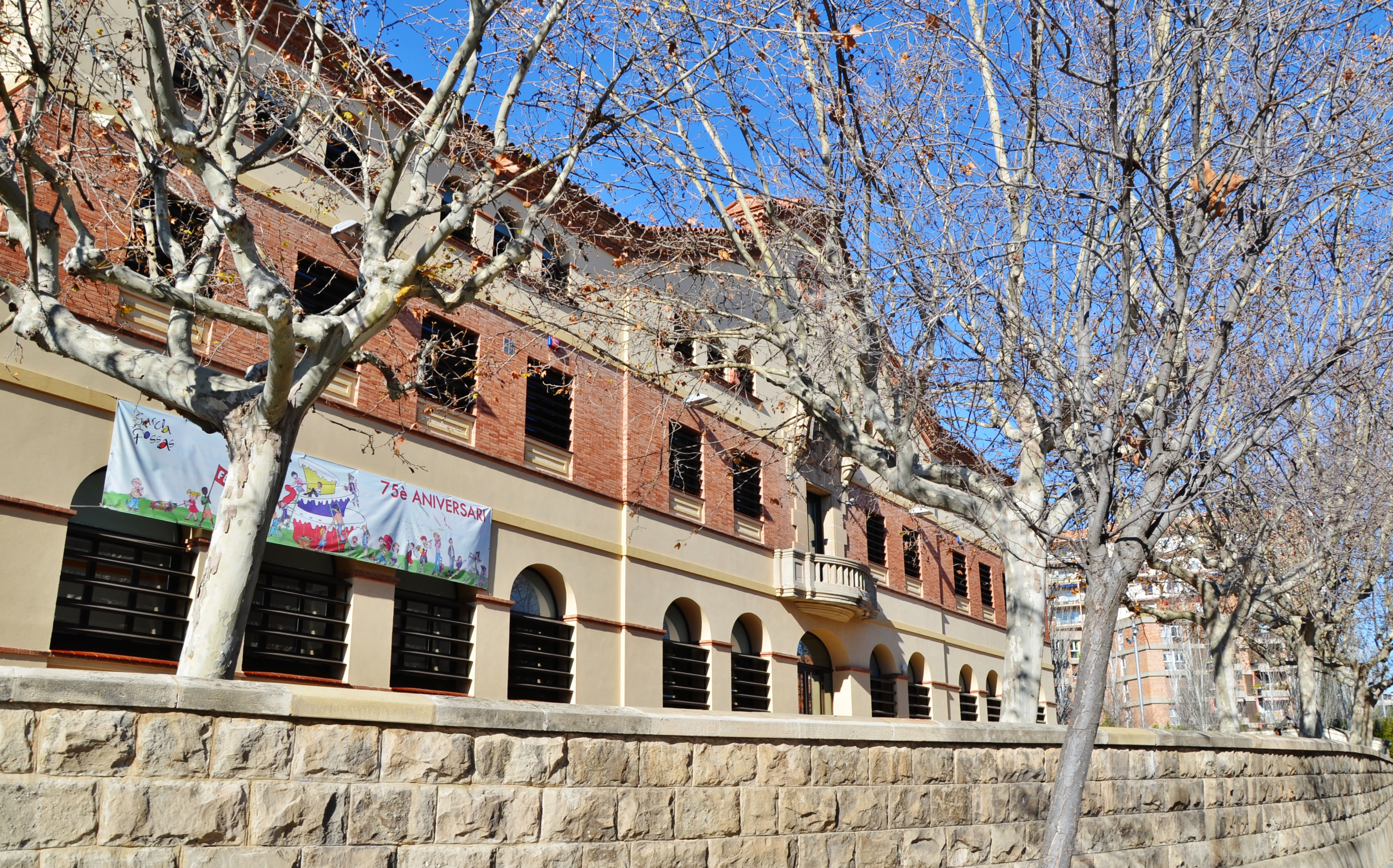
Orphelinat financé par Artur Garcia Fossas, transformé par la suite en école (1937).
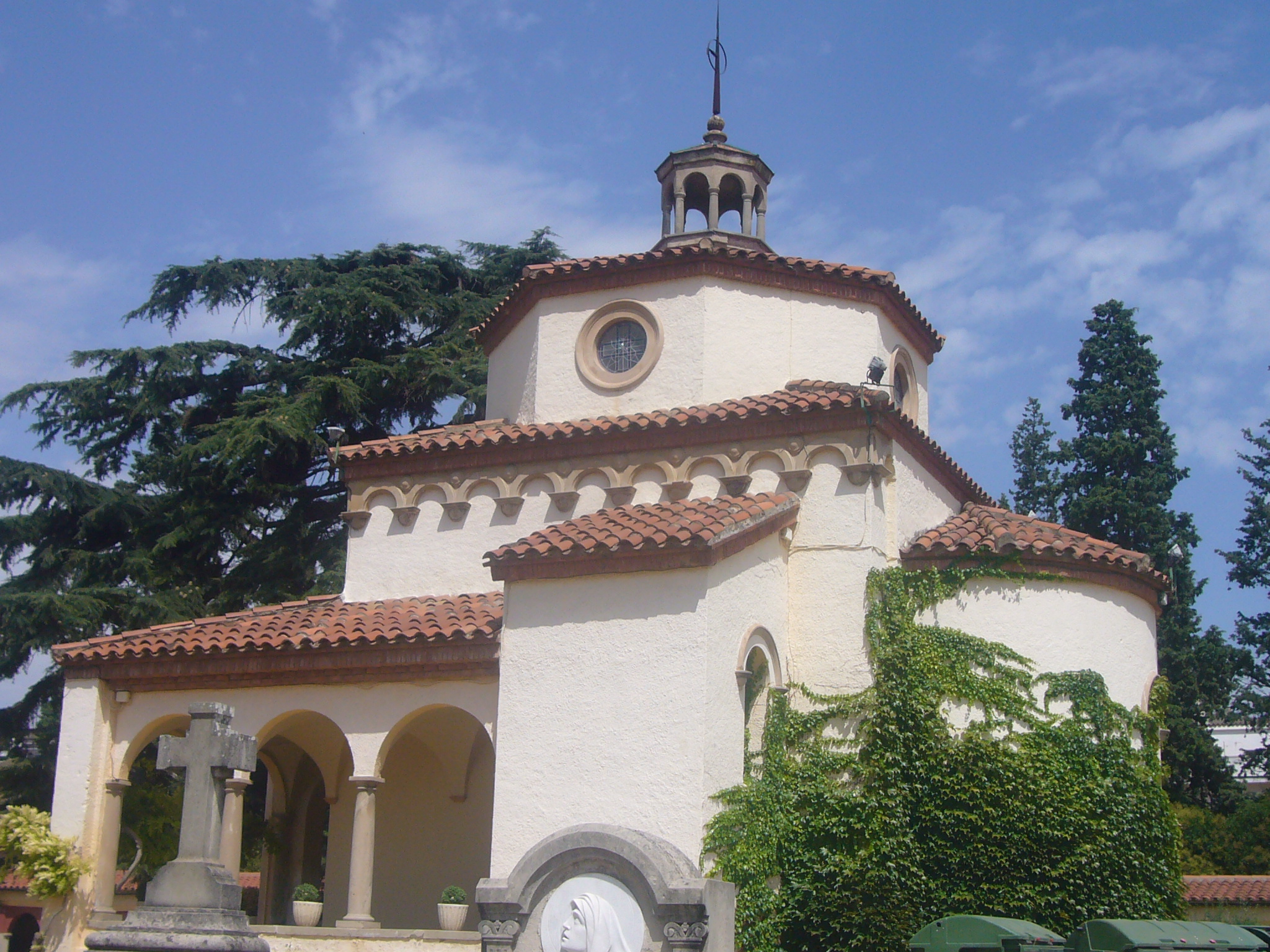
Chapelle du vieux cimetière d'Igualada (1940)

## Sources
- L'obra arquitectònica de Pere, Joaquim i Bonaventura Bassegoda (1856-1934), Reial Acadèmia Catalana de Belles Arts de Sant Jordi, Barcelona 1995.